# 킹맥
킹맥(1989년 2월 5일 ~)은 데뷔 초부터 개성 있는 음악, 뛰어난 감각으로 많은 페스티벌에 초대되며 한국 DJ / 클럽 장면의 새로운 선도주자이다.

## 성장
2013년 Audio / Visual 라이브 셋을 선보이며 여러 페스티벌과 일본에서 무대를 통해 큰 두각을 나타냈다. BNR, Mad Decent, Fool’s Gold 등 레이블뿐만 아니라 Boys Noize, Brodinski, Skrillex, No Vacancy Inn, DJ EZ, Oneman, DJ Premier, DJ Snake 등 세계 유수의 아티스트들로부터 서포트를 받으며 국내외에서 DJ를 넘어 하나의 아이콘으로 성장하기 시작했다.
Deadend 크루의 공동 창립자이자 세계적인 클럽 Cakeshop을 대표하는 킹맥은 New York, Los Angeles, San Francisco, Berlin, Paris, London, Tokyo, Shanghai, Singapore, Bangkok 등을 순회하며 아시아 DJ로서는 유례없는 해외 투어를 성사했다.
획일화되어 가던 스트리트 컬쳐씬에 새로운 대안을 제시한 킹맥은 그는 어느새 DJ / 프로듀서를 넘어서 2015년에는 Kanye West와 OFF-WHITE, Louis Vuitton 수장 Virgil Abloh와의 콜라보레이션을 선보였으며, Adidas Originals의 글로벌 앰배서더, 현재는 Nike와 함께 활동하고 있다.

## 현재
Mnet이 주최한 화제의 DJ 서바이벌 프로그램 <헤드라이너>에서 킹맥 본인의 독창적인 믹스 스타일로 대중들의 지지를 얻었고 결승 무대에서는 경쟁 DJ들과 2배의 점수 차이를 보이며 당당히 우승을 차지했다.
킹맥의 슬로건 ‘SEOULTOINFINITY’처럼 ‘서울에서 무한대로’ 각자의 분야에서 한국을 대표하는 GD, Xin, Bajowoo, KB, Soojoo, CL과 함께 크루 ‘+82’를 결성하여, 지금까지 보지 못한 크리에이터의 행보를 이어 나아가고 있다.
킹맥의 슬로건과 동명의 타이틀로 발매될 첫 스튜디오 앨범은 본인이 제작한 AUDIO와 VISUAL을 합친 형태의 결과물이 될 것이며, 그를 통해 ‘서울에서 무한대로’ 주인공의 비전을 시청각적으로 경험할 수 있을 것이다.

## 방송
- HEADLINER (2015) - 우승

## 음반
- Volt Age Sound 1V (2013)
- Volt Age Sound 2v (2013)
- Volt Age Sound 3v (2013)
- Volt Age Sound 5v (2014)
- Volt Age Sound 6v (2014)
- 9/09 - EP (2019)